# Liste de détenus de Guantánamo
Le texte peut changer fréquemment, n’est peut-être pas à jour et peut manquer de recul. 
Le titre et la description de l'acte concerné reposent sur la qualification juridique retenue lors de la rédaction de l'article et peuvent évoluer en même temps que celle-ci.

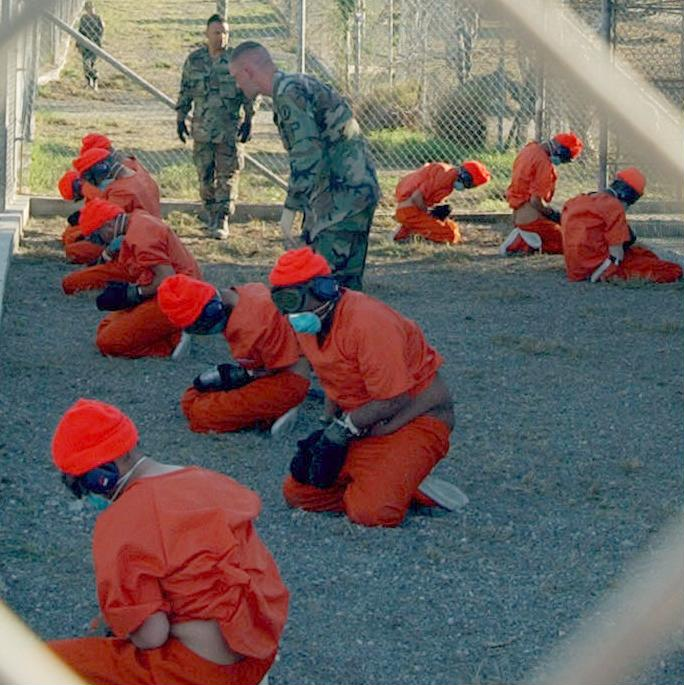
Détenus du camp X-Ray, à Guantanamo en janvier 2002

Cette liste de détenus du camp de Guantánamo n'est pas exhaustive. Ces personnes ont été considérées par l'administration Bush comme des « combattants ennemis » non protégés par les Conventions de Genève à propos des prisonniers de guerre. Au total, 779 individus sont passés par cet établissement entre 2002 et décembre 2008 ; il en restait 209 à la mi-juin 2009. Une vingtaine d'entre eux est en cours de jugement devant les commissions militaires de Guantanamo. De nombreux témoignages de torture ont été rapportés, et des membres de l'administration ont parfois avoué des sévices (le débat sur les nouvelles techniques d'interrogatoire renforcées utilisées sur ces détenus et leur rapport avec la torture a duré plusieurs années). Neuf détenus sont morts à Guantanamo, le dernier en date étant Adnan Fahran Abdul Latif.

## Les requêtes d'habeas corpus

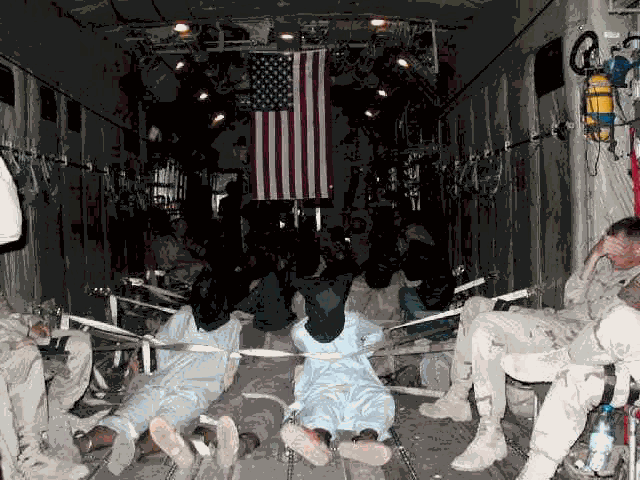
Captifs en vol pour Guantanamo.

Plus de 200 writs of habeas corpus ont été déposés par des détenus de Guantanamo pour contester leur détention. L'administration Bush leur refusait ce droit, affirmant que la base de Guantanamo n'était pas sur le territoire américain et que les lois américaines ne s'appliquaient donc pas à eux ; tandis que leur statut inédit de combattant ennemi leur interdisait toute protection des Conventions de Genève. Ces détenus ont été, et sont toujours, dans un vide juridique ou Zone de non-droit.
Le premier problème qui s'est posé aux détenus voulant contester leur détention par un habeas corpus est que celui-ci doit être déposé par un « ami proche » (next friend). Le Center for Constitutional Rights (CCR), qui s'est proposé pour les défendre bénévolement, a donc dû d'abord retrouver leurs proches, procédure rendue difficile d'abord par l'administration Bush, qui refusait de communiquer leurs identités. Début 2002, le CCR dépose deux writs of habeas corpus, dans les affaires Rasul v. Bush et Habib v. Bush.
Le 24 juin 2004, la Cour suprême juge, dans Rasul v. Bush, que le système judiciaire fédéral avait l'autorité pour juger de la légalité de la détention des détenus non-américains de Guantanamo. La requête d'habeas corpus de Rasul v. Bush joignait les demandes des détenus britanniques Asif Iqbal et Shafiq Rasul, et de l'Australien David Hicks. La cour de district de Washington avait rejeté leur demande le 30 juillet 2002, s'appuyant sur Johnson v. Eisentrager (1950), décision dans laquelle la Cour avait jugé que la justice américaine n'avait pas à connaître de la situation de prisonniers de guerre allemands détenus par les autorités américaines hors du territoire des États-Unis.
En 2005, le Detainee Treatment Act interdisait aux détenus de Guantanamo de déposer des requêtes d'habeas corpus, autorisant seulement celles déjà en cours à être poursuivies. En 2006, la Cour suprême juge, dans Hamdan v. Rumsfeld, que l'exécutif n'avait pas le droit de faire juger les détenus par des commissions militaires. Peu de temps après, le Congrès autorise ces commissions militaires en votant le Military Commissions Act de 2006 en octobre. Le 29 juin 2007, la Cour suprême se dit prête à entendre des requêtes « extraordinaires » d'habeas corpus, ouvrant la voie à une possible remise en cause du Military Commission Act. En septembre 2007, les sénateurs Patrick D. Leahy (dém.) et Arlen Specter (rép., dém. depuis avril 2009) déposent une proposition de loi, intitulée Habeas Corpus Restoration Act de 2007, visant à accorder le droit à l'habeas corpus pour tous les détenus de Guantanamo.
La septième section du Military Commission Act a été déclarée inconstitutionnelle le 12 juin 2008 dans Al Odah v. United States (en). Le même jour, la Cour suprême juge, dans Boumediene v. Bush, que tous les détenus de Guantanamo avaient le droit aux protections accordées par la Constitution américaine.
Seize autres détenus ont déposé des requêtes similaires, regroupées dans Al Odah v. United States (en)
Depuis, l'administration Obama a déclaré la suspension des procès devant les commissions militaires, tandis qu'un certain nombre de détenus, qui ont été jugés aux États-Unis et dont la libération a été ordonnée, fait l'objet de négociations avec les États de l'Union européenne et d'ailleurs (Bermudes, États du Moyen-Orient, Tchad, etc.) afin d'être accueillis ou renvoyés chez eux.
La France a ainsi accueilli deux ex-détenus bosniaques d'origine algérienne, Lakhdar Boumediene (en) en juin 2009, innocenté après 8 ans de détention, et Saber Lahmar (en), un autre Bosniaque d'origine algérienne, également innocenté, en décembre 2009. En décembre 2010, elle a refusé d'accueillir Nabil Hadjarab (en).
Le refus du Congrès d'admettre des ex-détenus sur le sol américain suscite un certain nombre de tension avec les États européens, qui refusent en ce cas d'accueillir les détenus. Les câbles publiés fin 2010 par Wikileaks font état de celles-ci.
Début juin 2009, le commissaire aux droits de l'homme du Conseil de l'Europe, Thomas Hammarberg, a appelé les États-Unis et les États membres du Conseil de l'Europe à accueillir les détenus innocentés, préconisant le jugement selon les normes du droit humanitaire international des autres détenus. Le président Barack Obama déclara dès le deuxième jour de son mandat que le camp de Guantanamo serait définitivement fermé début 2010.
Fin 2010, la Chambre des députés américaine votait une loi empêchant que le budget fédéral finance des transferts de détenus de Guantanamo sur le territoire des États-Unis, notamment pour qu'ils y soient jugés. La législation antérieure autorisait leur procès sur le territoire américain, interdisant toutefois leur libération,.

## Une soixantaine de détenus auraient repris le combat à leur sortie
- Au 13 juin 2008, le département de la Défense fait état de 37 anciens détenus de Guantánamo qui sont soupçonnés d'avoir repris le combat ou d'avoir mené des activités terroristes dont des attentats suicide[10]. En janvier 2009, il déclare qu'au moins 61 anciens détenus de Guantánamo - sur les 520 transférés ou libérés à cette date - sont soupçonnés d'avoir repris le combat à leur sortie. Parmi eux, 18 ont été accusés par le département de la Défense de mener de nouveau des activités terroristes[11].

- Une liste de 85 suspects a été publiée par Interpol le 10 février 2009 à la demande de l'Arabie saoudite[12],[13]. On compterait parmi eux un beau-frère de Ben Laden et onze anciens détenus de Guantánamo[14],[15],[16],[17].

## Détenus

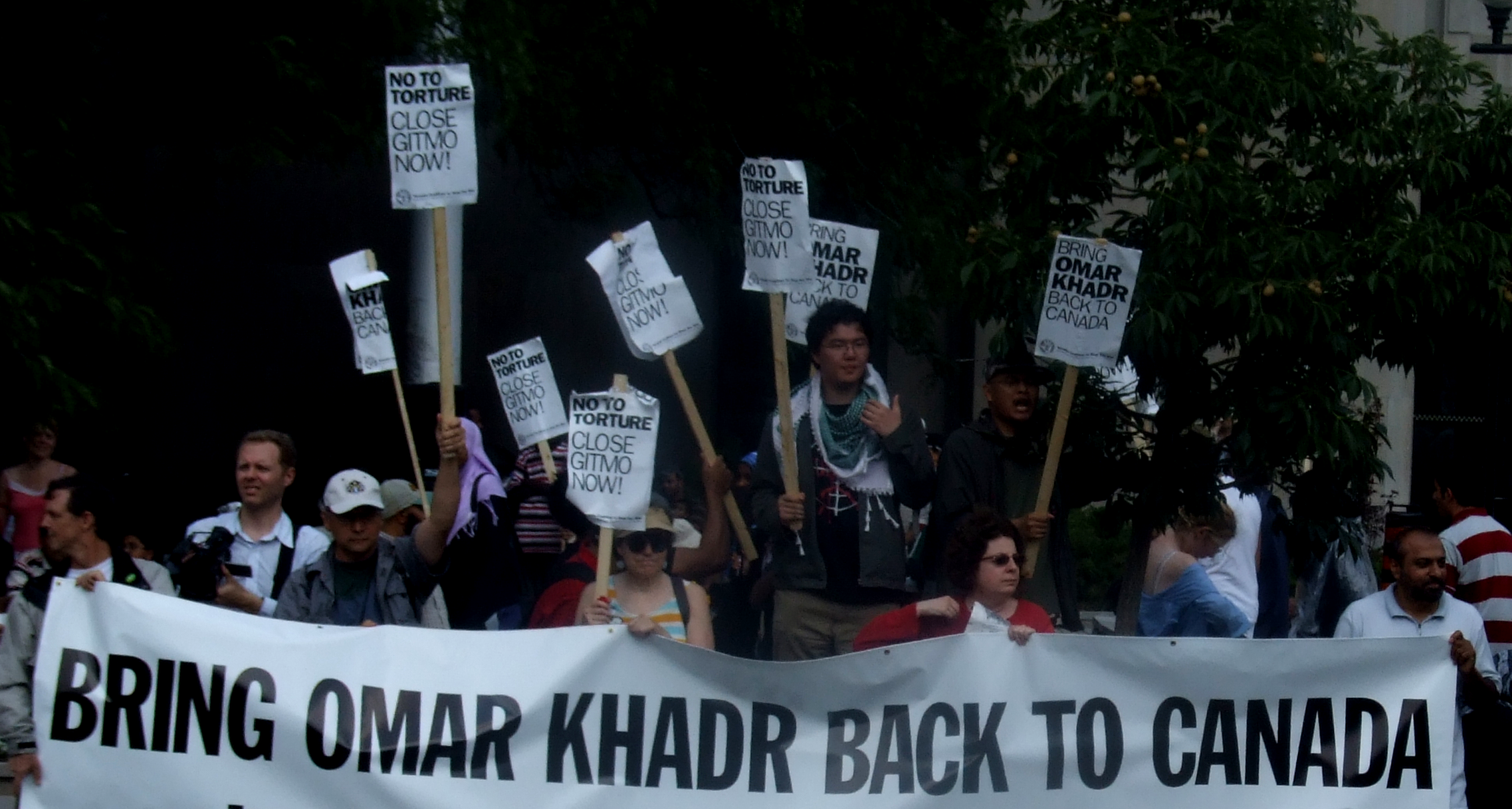
Manifestants réclamant le rapatriement d'Omar Khadr, citoyen canadien, au Canada (juillet 2008).

L'âge des détenus est sujet à discussion. Pour les plus jeunes, il est en effet difficile d'estimer avec précision celui-ci. Même les examens médicaux (radiologiques, etc.) ne peuvent déterminer l'âge qu'à quelques années près.
- Abdallah al-Ajmi, ex-détenu, de nationalité koweïtienne, de Guantanamo (numéro d'immatriculation 220), a été arrêté en décembre 2001 à l'âge de 23 ans, alors qu'il était soldat pour les forces talibanes. Libéré en 2005. Le 23 mars 2008, il meurt dans un attentat-suicide en Irak, près de Mossoul (13 soldats irakiens morts et 42 autres blessés)[19].

- Shaker Aamer (en): détenu saoudien, qui vivait légalement au Royaume-Uni depuis 1996, capturé en Afghanistan en décembre 2001[20]. Soupçonné d'avoir combattu en Bosnie, de connaître des membres d'Al-Qaida, et d'avoir travaillé pour une association caritative islamiste[20], la fondation Al Haramein, laquelle a été dissoute par les autorités américaines, qui affirment qu'elle était liée à Al Qaeda. Aamer était l'un des grévistes de la faim de juillet 2005[20], passant de 114 kg à 60 kg[21]. Sa femme a la nationalité britannique, et vit avec ses enfants à South London[20]. Son avocat, Clive Stafford Smith (en), qui travaille pour l'ONG Reprieve, affirme qu'il a été vendu par des villageois afghans à l'Alliance du Nord, qui l'auraient ensuite vendu aux Américains[20]. Les autorités militaires de Guantanamo l'ont accusé d'avoir porté des sous-vêtements qui auraient été introduits de façon illégale dans le camp, accusation ridicule selon son avocat[20]. En juillet 2006, le gouvernement de Tony Blair demanda sans succès son rapatriement, ainsi que celui de quatre détenus britanniques[20].

- Richard Belmar (en), Britannique né en 1979, détenu no 817, transféré à Guantanamo le 28 octobre 2002 (avec Omar Khadr et Jamal Abdullah Kiyemba). Transféré aux autorités britanniques en janvier 2005, il a été rapidement libéré par celles-ci, la justice considérant que les aveux obtenus par des enquêteurs du MI-5 n'étaient pas recevables devant un tribunal.

- Ali Mohamed Al-Fakheri, ex-détenu de nationalité libyenne de Guantanamo, extradé en Libye en 2006 et condamné à la prison à perpétuité. Le 10 mai 2009, il se suicide dans sa cellule[22].

- Muallavi Abdul Ghaffar, après avoir été détenu huit mois à Guantanamo en 2002. Il devient le chef des taliban pour les provinces d'Helmand et d'Uruzgan avant d'être abattu par les forces afghanes le 25 septembre 2004.

- Ahmed Khalfan Gailani, Tanzanien, accusé d'avoir participé aux attentats de 1998 en Afrique, premier détenu de Guantanamo déféré par l'administration Obama devant une juridiction de droit commun en juin 2009.

- Mohammed El Gharani, un Tchadien âgé de 14 ans lors de son arrestation. L'un des plus jeunes détenus de Guantanamo (voir cependant Mohamed Jawad), il a été libéré en juin 2009, il est retourné au Tchad[23]. (Voir aussi Mineurs détenus dans le cadre de la lutte anti-terroriste américaine (en).)

- Salim Ahmed Hamdan, Yéménite, capturé en novembre 2001 en Afghanistan. Il a déclaré avoir été le chauffeur d'Oussama ben Laden. Son cas passe devant la Cour suprême en 2006 (Hamdan v. Rumsfeld), qui décrète les commissions militaires de Guantanamo anticonstitutionnelles. Cette décision sera renversée par le Congrès, qui vote en décembre 2006 le Military Commission Act légalisant le statut de "combattant ennemi illégal". Salim Hamdan est finalement libéré le 8 janvier 2009.

- Yaser Esam Hamdi (en), Américain né en 1980. Capturé par l'Alliance du Nord en novembre 2001 et détenu à la prison de Qala-e-Jangi près de Mazar-e-Charif. Son cas est jugé par la Cour suprême en 2004 (Hamdi v. Rumsfeld), qui décrète que les citoyens américains (à la différence des autres « combattants-ennemis ») ont droit à contester la légalité de leur détention devant un juge impartial.

- Mohammed Islamil, citoyen afghan, naissance présumée en 1984, détenu no 960, relâché en 2004 pour être finalement repris en mai de la même année alors qu'il combattait les forces américaines[24].

- Abd Al Rahim Abdul Rassak Janko (en) (no d'immatriculation 489) est un Syrien qui a été détenu sept ans à Guantanamo, après avoir été auparavant détenu et torturé par Al-Qaïda qui l'accusait d'être un espion. Il a porté plainte contre des militaires américains pour torture après avoir été libéré en 2009[25].

- Mohamed Jawad, citoyen afghan, l'un des plus jeunes détenus de Guantánamo avec Omar Khadr. Il a été arrêté par la police afghane vers l'âge de 12 ans[26]. Accusé d'avoir jeté une grenade sur un véhicule contenant deux soldats des Special Forces et leur interprète afghan et d'avoir été associé à un groupe lié à Ben Laden[26]. Lors des auditions des commissions militaires, le juge colonel Stephen R. Henley avait écarté, en novembre 2008, plusieurs aveux de Jawad, affirmant qu'ils avaient été obtenus sous la torture et étaient donc irrecevables par le tribunal militaire[26]. En septembre 2008, le procureur et lieutenant colonel Darrel Vandeveld, chargé du procès Jawad, avait été le quatrième procureur à démissionner d'une commission militaire (en) en affirmant que le dossier était plein de problèmes et que Jawad avait été maltraité, physiquement et psychologiquement[26]. Vandeveld accusait notamment ses collègues d'avoir supprimé des preuves disculpant Jawad (en l'espèce, des aveux d'autres personnes concernant l'attaque en question)[27] Jawad a été soumis en particulier à de la privation de sommeil, via le Frequent flyer program (en), dont l'existence non officielle a été confirmée par un témoin lors de son procès militaire[28]. Enfin, en juillet 2009, l'administration Obama ayant suspendu les procès des commissions militaires et renvoyé ceux-ci vers des tribunaux civils, l'avocat de Jawad, Jonathan Hafetz (en), membre de l'ACLU, déclara à la presse que le département de la Justice voulait utiliser les aveux écartés par le juge colonel Stephen Henley lors du procès devant le juge de district Ellen S. Huvelle (en)[26].

- Fadh Saleh Suleiman al-Jutayli, citoyen saoudien capturé au Pakistan en 2001, détenu à Guantanamo, puis rapatrié en Arabie saoudite en 2006, où il est finalement libéré. Il rejoint le Yémen et devient l'un des membres de la cellule locale d'Al-Qaïda. Il est abattu par la police yéménite au cours d'un accrochage au nord du pays en septembre 2009. Jutayli figurait parmi les 85 terroristes les plus recherchés par Riyad[29].

- Mohammed Mani Ahmad al-Kahtani (d'autres translittérations sont possibles, telles Muhammed Al Kahtani etc.) est le « 20e pirate de l'air » présumé, enfermé à Guantánamo.

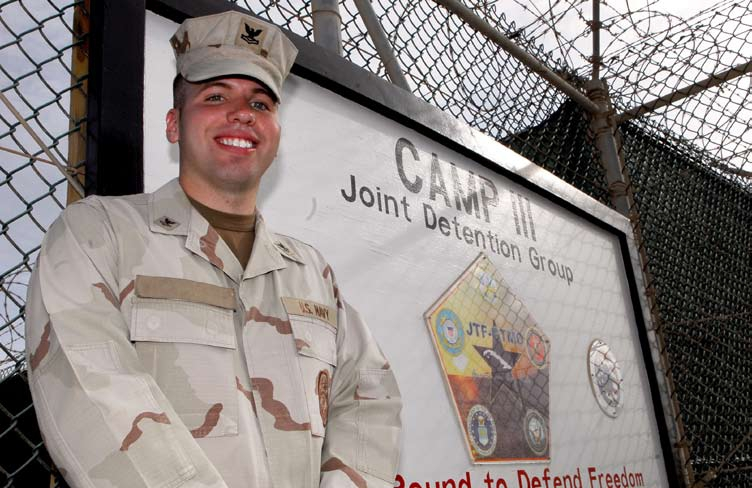
Un militaire de l'US Navy qui pose devant un centre de détention de Guantánamo.

- Abdullah Mehsudin Khattak, se fait exploser plutôt que de se rendre aux autorités pakistanaises en juillet 2007.

- Omar Khadr, Canadien né en 1986, capturé par l'armée américaine le 27 juillet 2002 et détenu à la base de Bagram en Afghanistan. Il a été transféré à Guantanamo le 28 octobre 2002 (avec Richard Belmar et Jamal Abdullah Kiyemba). Qualifié d'enfant soldat, il demeure captif à Guantanamo. Il est accusé (en dehors de toute procédure judiciaire) d'avoir tué un soldat américain. En avril 2009, un tribunal fédéral canadien a déclaré que le Premier ministre Stephen Harper avait l'obligation de demander aux États-Unis son rapatriement, ce que ce dernier refuse de faire[30]. Le jugement de Khadr devant les commissions militaires a été suspendu depuis la décision de l'administration Obama.

- Majid Khan, seul détenu de Guantánamo qui détenait un titre de séjour aux États-Unis. Capturé au Pakistan, il fit les titres de la presse en février 2012 après avoir accepté de plaider coupable devant les commissions militaires.

- Jamal Abdullah Kiyemba, Ougandais né en 1979, détenu no 701, transféré à Guantanamo le 28 octobre 2002 (avec Omar Khadr et Richard Belmar). Transféré au Royaume-Uni en hiver 2006, mais les autorités britanniques ont refusé de lui accorder un visa d'entrée. Déporté en Ouganda, il y a été détenu durant deux mois avant d'être finalement libéré[31].

- Murat Kurnaz, Turc né en Allemagne en 1982, arrêté au Pakistan en 2001. Libéré en 2006, il publie Cinq ans dans l'enfer de Guantanamo en 2007, où il décrit des conditions de détention inhumaines avec des tortures physiques et psychologiques allant de l'isolation sensorielle, la privation de sommeil, l'exposition au chaud et au froid extrêmes, la suspension par les bras jusqu'à l'immersion forcée.

- Adnan Fahran Abdul Latif, détenu no 156, Yéménite, retrouvé mort suicidé dans sa cellule le 8 septembre 2012[32].

- Abou Faraj al-Libbi, accusé d'avoir été le no 3 d'Al-Qaida.

- Fawaz Naman Hamoud Abdullah Mahdi, citoyen yéménite capturé par l'armée américaine en Afghanistan en 2001 et détenu à Guantanamo (no 678) jusqu'en juin 2007, date à laquelle il a été remis aux autorités yéménites, qui ont poursuivi sa détention extra-judiciaire.

- Binyam Mohamed, citoyen éthiopien, premier détenu de Guantanamo à être libéré par l'administration Obama en février 2009. Arrêté le 10 avril 2002 à Karachi (Pakistan), il est devenu l'un des « détenus fantômes » des États-Unis. Cet ingénieur a d'abord été amené au Maroc et en Afghanistan, où il affirme avoir été torturé, avant de passer quatre ans au camp de Guantanamo. Toutes les accusations à son égard ont été levées en octobre 2008. Le Royaume-Uni lui a accordé un droit de séjour temporaire. Pendant plus de trois ans, il n'a vu ni juge, ni avocat, et n'a eu aucune assistance consulaire. Il dit avoir été torturé à plusieurs reprises, y compris par des responsables américains et britanniques[33].

- Khalid Saad Mohammed, citoyen saoudien, libéré en juin 2009 avec deux autres Saoudiens, et renvoyé en Arabie saoudite[2].

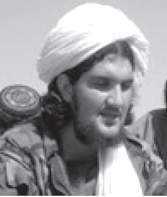
Photo d'Abdullah Mehsud figurant sur un avis de recherche.

- Abdullah Mehsud, libéré en mars 2004 après 25 mois de captivité, se suicide au Pakistan en juillet 2007 lors d'un assaut des forces de sécurité[34].

- Abd al-Rahim al-Nashiri (no 10 015). Capturé en 2002, sujet au waterboarding, il a été accusé d'avoir participé à l'organisation de l'attentat-suicide contre l'USS Cole en 2000. Cependant, son procès devant une commission militaire de Guantanamo a été suspendu sous l'administration Obama. L'enquête concernant la destruction des cassettes-vidéo de la CIA enregistrant les séances de torture a abouti en novembre 2010 à une décision de suspendre les poursuites. En août 2010, al-Nashiri n'était ni déférable devant la justice, ni libérable.

- Abdalaziz Kareem Salim Al Noofayaee, citoyen saoudien, libéré en juin 2009 avec deux autres Saoudiens, et renvoyé en Arabie saoudite[2].

- Rusian Odizheh, se fait tuer par les forces de sécurité russes en juin 2007 à Naltchik en Kabardino-Balkarie [réf. nécessaire].

- Abou al-Hareth Muhammad al-Oufi, détenu no 333, il se présente dans une vidéo en 2009 comme un chef de guerre d'Al-Qaida. Il explique que : « par Dieu, l'emprisonnement a seulement renforcé notre fidélité à nos principes pour lesquels nous sommes partis, nous avons mené la guerre sainte puis nous avons été arrêtés » [réf. nécessaire].

- Mohammed Ahmad Abdallah Salih, détenu yéménite de Guantanamo, emprisonné durant sept ans sans chef d'inculpation. Il a fait une grève de la faim en 2005[35], et était l'un des rares détenus à n'avoir jamais rencontré d'avocat[35]. Une équipe d'avocats bénévoles avaient tenté de joindre sa famille au Yémen[35]. Le 2 juin 2009, il décède dans sa cellule; les autorités parlent de suicide, mais se refusent à donner toute version définitive et officielle de sa mort en attente d'une enquête sur celle-ci[35],[36]. Selon l'agence de presse AP, il aurait avoué avoir combattu aux côtés des talibans en Afghanistan, avant de se faire arrêter à Mazar-e-Sharif[35]. Selon l'AFP, il s'agit du 5e suicide à Guantanamo[37].

- Said Ali al-Shihri (en) (détenu no 372), citoyen saoudien, arrêté après des combats en décembre 2001 en Afghanistan. Libéré en 2007, il a suivi un programme de réhabilitation avant de disparaître; la cellule d'Al-Qaïda au Yémen le présente comme son no 2 en janvier 2009[38]

- Youssef Mohammed Al-Shihri, citoyen saoudien (détenu no 114), capturé en Afghanistan à la suite de l'invasion américaine le 30 octobre 2001[39]. Âgé de 16 ans lors de son arrestation, il est envoyé à Guantanamo en janvier 2002 après avoir séjourné dans un centre de détention afghan. Il est alors l'un des plus jeunes détenus du centre pénitentiaire. Relâché en novembre 2007, il devient l'un des membres de la cellule yéménite d'Al-Qaïda et devient l'un des 85 terroristes les plus recherchés par Riyad. Il est tué le 13 octobre 2009 lors d'un violent échange de tirs avec les autorités à Jinzan.

- Mohamed Youssouf Yakoub, relâché le 8 mai 2003, puis tué le 7 mai 2004 dans le sud de l'Afghanistan alors qu'il assurait la coordination entre différences forces talibanes [réf. nécessaire].

- Abou Zoubaydah (alias de Zayn al-Abidin Muhammed Hussein), arrêté au Pakistan en mars 2002 et transféré au camp no 7 de Guantanamo, une installation secrète, en septembre 2006. Confondu par les autorités américaines pour le no 3 d'Al-Qaïda, alors qu'il n'était pas membre de l'organisation. Le président George W. Bush le décrit en 2002 comme le « chef des opérations d'Al-Qaida. » Zubaydah a été soumis 83 fois aux techniques de waterboarding. Zubaydah aurait été en fait plutôt un intermédiaire, basé au Pakistan[40], transférant certains volontaires vers le camp d'entraînement de Khalden (en), non affilié à Al-Qaida.

- Ahmed Zaid Salim Zuhair, citoyen saoudien, libéré en juin 2009 avec deux autres Saoudiens, et renvoyé en Arabie saoudite[2]. Cette libération porte à 209 le nombre de détenus à Guantanamo[2].

- 26 détenus ouïghours: cinq d'entre eux ont été libérés en 2007 et envoyés en Albanie. En octobre 2008, un tribunal fédéral américain a ordonné la libération immédiate de 17 autres Ouïghours, sur le territoire américain, en estimant qu'il n'y avait « aucune preuve » qu'ils étaient des « combattants ennemis »[41]. L'administration Bush a cependant fait appel. En juin 2009, l'administration Obama a décidé de les libérer, en les envoyant sur l'île de Palaos, suscitant les protestations de la Chine[42]. Quatre autres, détenus depuis 2002, ont reçu des permis de séjour pour travail dans les Bermudes, en juin 2009[23]. L'administration Obama s'est incliné devant l'opposition bipartisane du Congrès, qui refusait d'admettre ces détenus libérés sur le territoire américain[23]. Les sénateurs de Virginie, Jim Webb (dém.) et Frank Wolf (Rép.), où se trouve une importante communauté ouïghour prête à les accueillir, étaient particulièrement opposé à leur installation aux États-Unis[23]. Deux Ouïghours ont été détenus illégalement par les États-Unis car aucune charge n’avait été retenue contre eux selon un tribunal américain. La Chine prétend qu’ils sont membres du Mouvement islamique du Turkestan oriental, mais sans avoir corroboré ces allégations. Ils ont été accueillis en Suisse à titre humanitaire[43]. Des députés suisses soutiennent que ces Ouïghours pourraient poser des problèmes de sécurité[44]. Pour leur avocate : « les accusations de terrorisme sont de purs mensonges. »[45]

- Mohammed El-Gorani, dont l'histoire est décrite dans Guantánamo Kid : l'histoire vraie de Mohammed El-Gorani

### Sami al-Haj

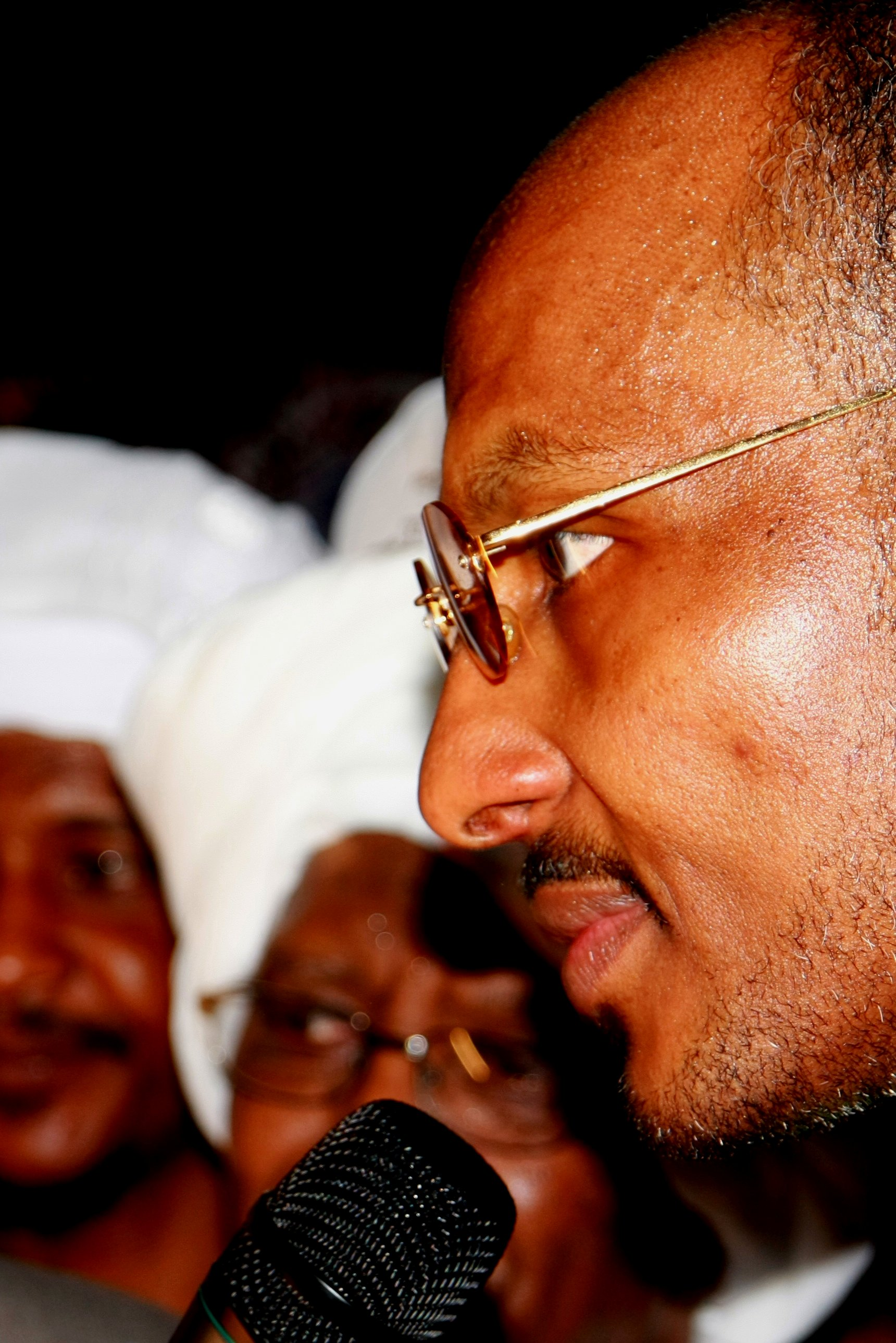

Sami Mohy ed-din Mohammed al-Hajj, ou Sami al-Haj (né le 15 février 1965 à Khartoum au Soudan), est un journaliste-cameraman soudanais de la chaîne Al Jazeera emprisonné à la prison de Guantánamo. Il fut libéré le 1er mai 2008 avec deux autres détenus soudanais, Amir Yacoub Mohamed al Amin et Walid Mohamed al Hajj. 
Sami al-Haj travaillait depuis octobre 2001 comme journaliste-cameraman pour la chaîne qatarienne de langue arabe Al Jazeera. Il est envoyé ce même mois d'octobre en Afghanistan avec une équipe de journalistes pour couvrir la guerre d'Afghanistan de 2001.
Réfugié au début de la guerre au Pakistan, Al Jazeera lui a demandé de se rendre avec une équipe de nouveau en Afghanistan, à Kandahar, pour couvrir la fin de la guerre. Avant même que lui et son équipe soient parvenus à la frontière, ils ont été arrêtés le 15 décembre 2001 par la police pakistanaise qui le remet aux Américains. Sami al-Haj a été le seul de l’équipe à avoir été placé en détention. Il est d'abord transféré vers une prison en Afghanistan, et le 13 juin 2002, il est incarcéré à la prison de Guantánamo. Son ID était le 345.
Reporters sans frontières demande des explications à la justice des États-Unis et son avocat Clive Stafford Smith (en) accuse les États-Unis d'utiliser l'arrestation et l'emprisonnement d'al-Haj comme une des diverses pressions américaines exercées sur la chaîne.
Il est aujourd'hui atteint d'un cancer de la gorge.
Sami al-Haj décrit comme suit les traitements qu’il déclare avoir subis par l'armée américaine en Afghanistan :
- Il a été agressé sexuellement par des soldats américains, qui ont notamment menacé de le violer.
- Il a été contraint de garder des positions douloureuses, forcé de rester agenouillé sur des sols en ciment pendant de longues périodes.
- Il a été régulièrement roué de coups par ses gardiens.
- On lui a arraché un à un tous les poils de sa barbe.
- Il n’a pas été autorisé à se laver pendant plus de cent jours et il était couvert de poux.

À Guantánamo, Sami dit que s’il s’endormait les soldats le frappaient sur la tête pour le réveiller. Il affirme avoir été soumis à toute une série de mauvais traitements et avoir été privé de soins médicaux.
- Des gardiens ont brisé une rotule en la frappant violemment avec leurs pieds.
- On lui a administré des coups sur la plante des pieds.
- À son arrivée à Guantánamo, des chiens de l’armée ont été utilisés pour l’intimider.
- Il a été l’objet d’insultes racistes et ses périodes de détente ont été réduites parce qu’il était noir.
- Avant d’être autorisé à voir les agents de renseignement soudanais venus à Guantánamo pour l’interroger, il dit avoir été enchaîné et aspergé de gaz.

Sami affirme à son avocat qu'on lui a proposé sa libération contre sa collaboration avec les services secrets pour espionner les employés de sa chaine Al Jazeera. Ce qu'il a refusé. Il affirme aussi que 95 % des interrogatoires qu'il a subi concernait son employeur, Al Jazeera.

### Les Français de Guantánamo

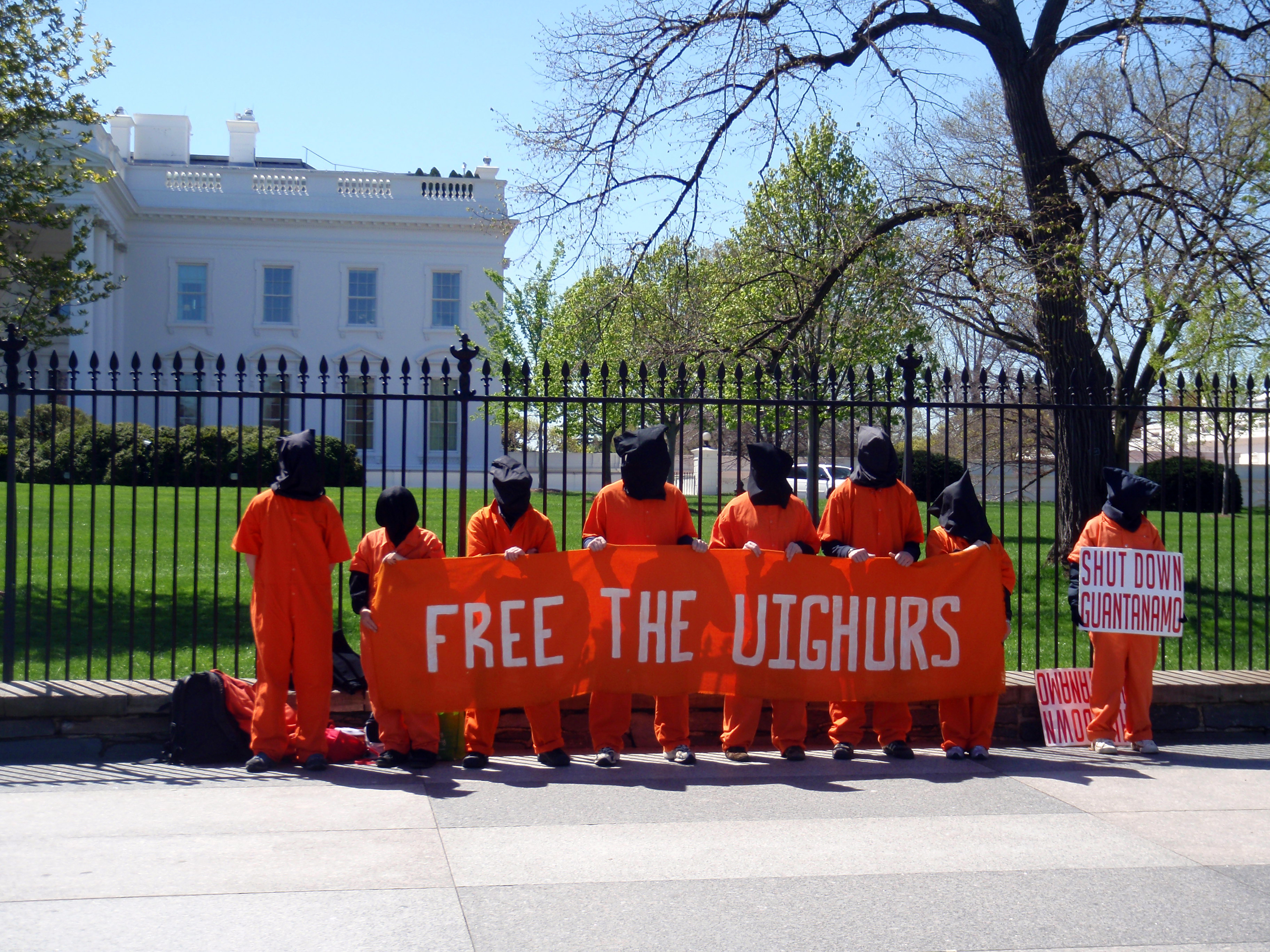
Manifestants habillés dans l'uniforme des détenus de Guantánamo, réclamant la libération des Ouïghours. Cinq d'entre eux ont été libérés et expulsés vers l'Albanie en 2007; quatre autres ont reçu des permis de séjour dans les Bermudes, début juin 2009, et dix-sept autres devraient être accueillis par l'île de Palaos.

Parmi les détenus de Guantánamo figuraient six (ou sept) personnes de nationalité française: Brahim Yadel, Nizar Sassi, Mourad Benchellali, Redouane Khalid, Khaled ben Mustapha, Imad Kanouni et Nabil Hadjarab arrêtés peu après le 11 septembre à la frontière afghano-pakistanaise. Fin mars 2002, Hubert Védrine, ministre des Affaires étrangères du gouvernement Jospin, autorise une délégation de diplomates, incluant des officiers de la DGSE et de la DST, à se rendre au camp de Guantánamo pour y interroger, en toute légalité au regard des lois des pays alliés dans la lutte contre le terrorisme, les six détenus. 
En juillet 2004, quatre des Français sont libérés (dont Brahim Yadel), puis les deux autres en mars 2005. À leur retour en France, le gouvernement français étant alors dirigé par Jean-Pierre Raffarin, ils sont placés en détention provisoire en vue de leur jugement pour « association de malfaiteurs en relation avec une entreprise terroriste ». Malgré la légèreté des charges et le caractère illégal de l'interrogatoire effectué en 2002, la France est le seul pays à avoir inculpé des ex-détenus de Guantánamo. Brahim Yadel fait immédiatement deux ans de prison pour avoir échappé à un contrôle judiciaire: en effet, il avait été arrêté en 1998 à Paris, et avait fui la France en mars 2000.
Un premier procès a lieu en 2006, mais il est renvoyé pour erreur de procédure majeure (en particulier le caractère illégal et déloyal de l'interrogatoire effectué par la DST sous couvert de "mission humanitaire"). Un nouveau procès est ouvert en décembre 2007. Le 19 décembre 2007, la 16e chambre correctionnelle de Paris, présidée par Jean-Claude Kross, avait condamné en première instance Brahim Yadel à cinq ans d'emprisonnement, dont quatre avec sursis, ainsi que Nizar Sassi, Mourad Benchellali, Redouane Khalid et Khaled ben Mustapha à quatre ans, dont trois avec sursis. Un autre ex-détenu, Imad Kanouni, avait été relaxé. Ils ont tous été relaxés en appel, le 24 février 2009, la cour d'appel ayant annulé les procès-verbaux réalisés par les services de renseignements français à Guantanamo, estimant qu'ils agissaient alors dans le cadre d'une mission de renseignement, et non de police judiciaire. Le dossier d'accusation s'en est donc trouvé vidé, et la relaxe prononcée.

#### Nizar Sassi

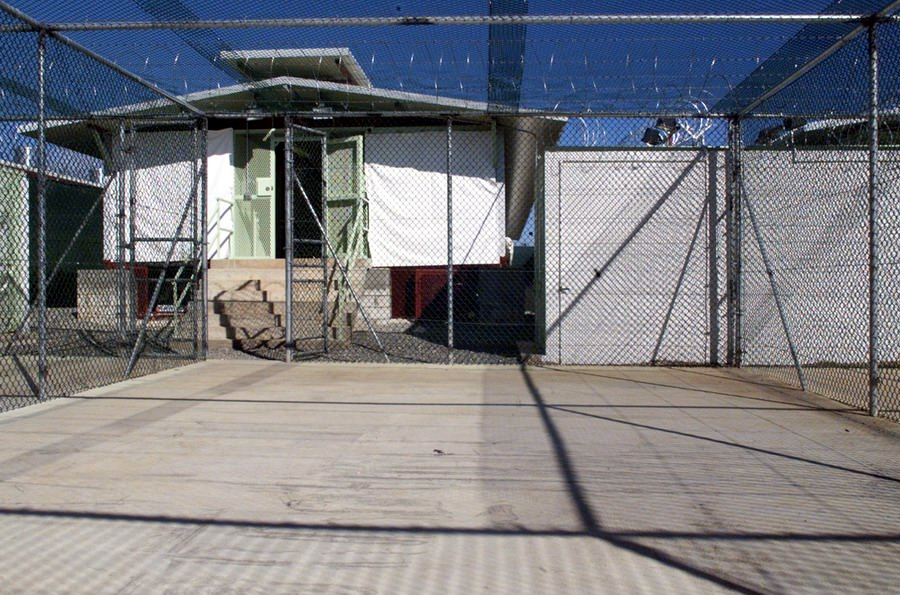
Le camp Delta, à Guantanamo.

Nizar Sassi, né à Lyon le 1er août 1979 de parents originaires de Tunisie, est un jeune franco-tunisien originaire de la cité des “Minguettes” à Vénissieux. En juin 2001, avec un faux passeport, il quitte Vénissieux et la France avec un ami, également originaire de Vénissieux. Direction : l'Afghanistan des Talibans. Il est arrêté par les Américains en janvier ou février 2002 avant d'être conduit dans le camp de Guantánamo à Cuba. Il y reste près de trente mois. Plus tard, lors de son rapatriement en France notamment, il affirme avoir été victime de sévices physiques et moraux. Il s'apprête à dire tout ce qu'il a vu à Guantánamo, mais pas tout de suite, de peur d'être pris pour un fou. À Guantánamo, où les détenus n'ont aucun droit, on fait, selon des témoignages, des expériences sur ces « combattants ennemis irréguliers » [réf. nécessaire] .
Début juillet 2004, il est rapatrié en France avec trois autres ex-détenus français de Guantanamo, et est incarcéré à la prison de la Santé. Comme les autres, Nizar Sassi est mis en examen pour « association de malfaiteurs en relation avec une entreprise terroriste », par les juges antiterroristes Jean-Louis Bruguière et Jean-François Ricard, avant d'être écroué par un juge des libertés et de la détention (JLD).
Le 9 janvier 2006, après trois ans et demi de prison, Nizar Sassi est remis en liberté par le magistrat J.-L. Bruguière. Sa libération intervient à la suite d'une demande déposée par ses avocats six jours auparavant. Le magistrat considère en effet qu'en l'état des investigations, la détention de Nizar Sassi ne se justifiait plus. Il reste cependant mis en examen et sous contrôle judiciaire. La même année, il publie une autobiographie, Prisonnier 325, camp Delta : De Vénissieux à Guantanamo (Denoël, 2006).
Son frère Aymane Sassi témoigne à propos de Nizar : « Il est très abîmé : il s’est refermé sur lui-même, il a peur des regards et a du mal à voir plusieurs personnes en même temps. Il est fébrile, il n’a plus de repères, tout se mélange dans sa tête… Il parle très peu et exprime ses émotions en écrivant. Il a le projet de dénoncer ce qui s’est passé à Guantánamo. Il sent qu’il a le devoir de le faire pour ceux qui restent prisonniers. Mais il n’est pas encore prêt… ».
Condamné à quatre ans de prison, dont trois avec sursis, en décembre 2007, il est finalement relaxé en février 2009 par la Cour d'appel, comme l'ensemble des ex-détenus français de Guantanamo.

### Autobiographies
- Benchellali, Mourad. Voyage au bout de l'enfer, avec Antoine Audouard, éditions Robert Laffont, 2006.
- Kurnaz, Murat. Dans l'enfer de Guantanamo. Paris, Fayard, 2007. 306 p.
- Sassi, Nizar. Prisonnier 325, camp Delta : De Vénissieux à Guantanamo, Denoël, 2006.
- Jérôme Tubiana et Alexandre Franc, Guantanamo kid : l'histoire vraie de Mohammed El-Gorani, Paris, Dargaud, 2018, 165 p. (ISBN 978-2-205-07768-1).
- Zaeff, Mollah Abdul Salam. Prisonnier à Guantánamo, avec Jean-Michel Caradec'h, Paris, EGDV Documents, 2008,  (ISBN 978-2-84267-945-3)